# Oecetis parva
Oecetis parva là một loài Trichoptera trong họ Leptoceridae. Chúng phân bố ở miền Tân bắc.